# Vezza d'Oglio
Vezza d'Oglio là một đô thị trong tỉnh Brescia thuộc vùng Lombardia, Ý. Đô thị này có diện tích 53 km², dân số 1080 người. Các đơn vị dân cư trực thuộc là: Davena, Grano, Tu.
Các đô thị giáp ranh gồm: Edolo, Grosio, Incudine, Monno, Ponte di Legno, Sondalo, Temù, Vione